# 640
640 је била преступна година.

## Догађаји
- 27. фебруар – Умире Пепин Старији, градоначелник палате Аустразије, а наследио га је син Гримоалд. Постаје најмоћнији човек у Франачком краљевству.
- Краљ Хинтила умире природном смрћу после трогодишње владавине, у којој је дозволио епикопима широку власт у Хиспанији, Септиманији и Галицији. Наследио га је син Тулга, који постаје владар Визиготског краљевства.
- Византијски цар Ираклије шаље хришћанске мисионаре у Илирик и Далмацију.
- Француски град Лил (према легенди) основао је Лидерик. Он убија Финарта у дуелу да би осветио смрт својих родитеља.
- Мај – Опсада Вавилонске тврђаве: Рашидунска војска опседа Вавилонску тврђаву у делти Нила (близу Каира). Борбе које трају наредна два месеца остају неуверљиве, Византинци имају предност одбијајући сваки муслимански напад.
- 6. јул — Битка код Хелиополиса: Муслиманска арапска војска (15.000 људи) под Амром ибн ал-Асом побеђује византијске снаге у близини Хелиополиса (Египат). Амр дели своје трупе на три дела, окружујући Византијце.
- 21. децембар – Арапи муслимани заузели Вавилон после седмомесечне опсаде; током ноћног јуриша арапски ратници отварају градске капије. Регија Тебаид (Горњи Египат) је припојена Рашидунском калифату.
- 22. децембар – По наређењу сараценског вође Амара спаљен је Александријски Серапеум, који садржи дела која су преживела уништење Александријске библиотеке, заједно са збирком од 500.000 рукописа.
- Цар Таизонг од Танга почиње војне кампање против држава западних региона у Таримском басену. Генерал Хоу Јуњи заузима краљевство Гаоцханг, како би учврстио власт Танга у Централној Азији.
- Несторијански мисионари граде пагоду Дакин у Цханг'ану (Шанкси).
- Дисибод, ирски монах и пустињак, стиже као мисионар у Француску. Свој верски рад почиње у Вогезима и Арденима.
- 28. мај – Папа Северин наследио је папу Хонорија I као 71. римски епископ. Умире у Риму само два месеца након што је посвећен.
- 24. децембар – Папа Јован IV наследио је папу Северина као 72. римски епископ. Његов избор прихвата Равенски егзархат.
- Пораст атмосферског олова у леденом језгру избушеном у глечеру Цолле Гнифетти у швајцарским Алпима сигнализира повећање експлоатације сребра због економског опоравка, након природних катастрофа 530-их и 540-их година.

## Смрти
- Пипин Ланденски

- Хинтила - визиготски краљ у Хиспанији
- Папа Северин